# 上坂昇
上坂 昇（こうさか のぼる、1918年（大正7年）7月6日 - 2013年（平成25年）7月2日）は日本の政治家。

## 略歴
福島県いわき市出身。磐城中学校（現・福島県立磐城高等学校）を経て、早稲田大学政治経済学部を卒業。日本水素（現・日本化成）に入社し、労働組合書記長、同委員長、平市議会議員、福島県議会議員等を経て、1972年（昭和47年）の第33回衆議院議員総選挙で、旧福島3区より日本社会党公認で初当選。連続6回当選し1990年（平成2年）の総選挙では立候補しなかった。その後、いわき市長選に立候補するが、岩城光英に敗北する。
1989年4月の春の叙勲で勲二等に叙され旭日重光章を受章する。
2013年7月2日、肺炎のため死去。94歳没。死没日付で正四位に叙された。

## 家系
戊辰戦争の際に徹底抗戦を指示した磐城平藩家老・上坂助太夫の曾孫に当たる。上坂氏は近江国の豪族で、京極氏の重臣であった。後に三河安藤氏の家臣となり、安藤信成の磐城平藩へ移封に従った。曾祖父の助太夫は安藤信勇の時代に城代となり、戊辰戦争では新政府に恭順する現藩主信勇の意に反して、隠居中の先々代の藩主安藤信正に従って新政府軍に抵抗、総監として磐城平城に籠もるも新政府軍の激しい攻撃を受けて撤退している。